# Temnophyllus atrosignatus
Temnophyllus atrosignatus är en insektsart som beskrevs av Brunner von Wattenwyl 1895. Temnophyllus atrosignatus ingår i släktet Temnophyllus och familjen vårtbitare. Inga underarter finns listade i Catalogue of Life.